# Pelouse
Pelouse (1889 előtt La Rouvière, okcitán nyelven Pelosa) egy község Franciaország déli részén, Lozère megyében. 2011-ben 209 lakosa volt.
Régi neve nem tévesztendő össze a Gard megyei La Rouvière községgel.

## Fekvés
Pelouse a Margeride-hegység déli részén, az Esclancide patak völgyében fekszik, Mende-tól 16 km-re északkeletre, Châteauneuf-de-Randontól 12 km-re délnyugatra. Hozzátartozik a kis Eygas-fennsík, az egyik legészakibb causse a megyében.
Közigazgatási területe, mely a Palais du Roi fennsíkig nyúlik fel, 859–1431 m közötti tengerszint feletti magasságban fekszik. Hozzátartozik Les Salces, Eygas és La Rouvière. Érinti a Mende-ot Langogne-nyal összekötő N88-as főút. A községterület 21%-át (706 hektár) erdő borítja.
Közigazgatásilag délnyugatról Badaroux, nyugatról Le Born, délről Sainte-Hélène és Chadenet, keletről Allenc és Laubert, északról Châteauneuf-de-Randon községek határolják.

## Történelem
Nevét a francia pelouse (pázsit, gyep) szóból kapta. 1889-ben helyezték át a község központját La Rouvière-ből, ekkor változott meg a neve is. A község címerét 2002-ben fogadták el.

### Demográfia
| Év   | Lakosság |
| ---- | -------- |
| 1793 | 455      |
| 1851 | 369      |
| 1876 | 420      |
| 1901 | 432      |
| 1936 | 324      |

| Év   | Lakosság |
| ---- | -------- |
| 1946 | 292      |
| 1954 | 254      |
| 1962 | 201      |
| 1968 | 179      |

| Év   | Lakosság |
| ---- | -------- |
| 1975 | 159      |
| 1982 | 145      |
| 1990 | 151      |
| 1999 | 151      |
| 2010 | 225      |

## Nevezetességek
- Saint-Pierre-de-Vérone-templom – 1890-ben épült.
- Notre-Dame de la Rouvière-templom – La Rouvière templomát 1123-ban említik először. 1588-ban a hugenották felgyújtották. 14. századi falfestmények.
- A falu déli végénél álló keresztet 1926-ban állították fel. A község területén 4 útmenti kőkereszt található, 2 a 17., 2 a 19. századból.
- A falu legrégebbi, évszámmal ellátott kapuja 1614-ből származik.

## Képtár

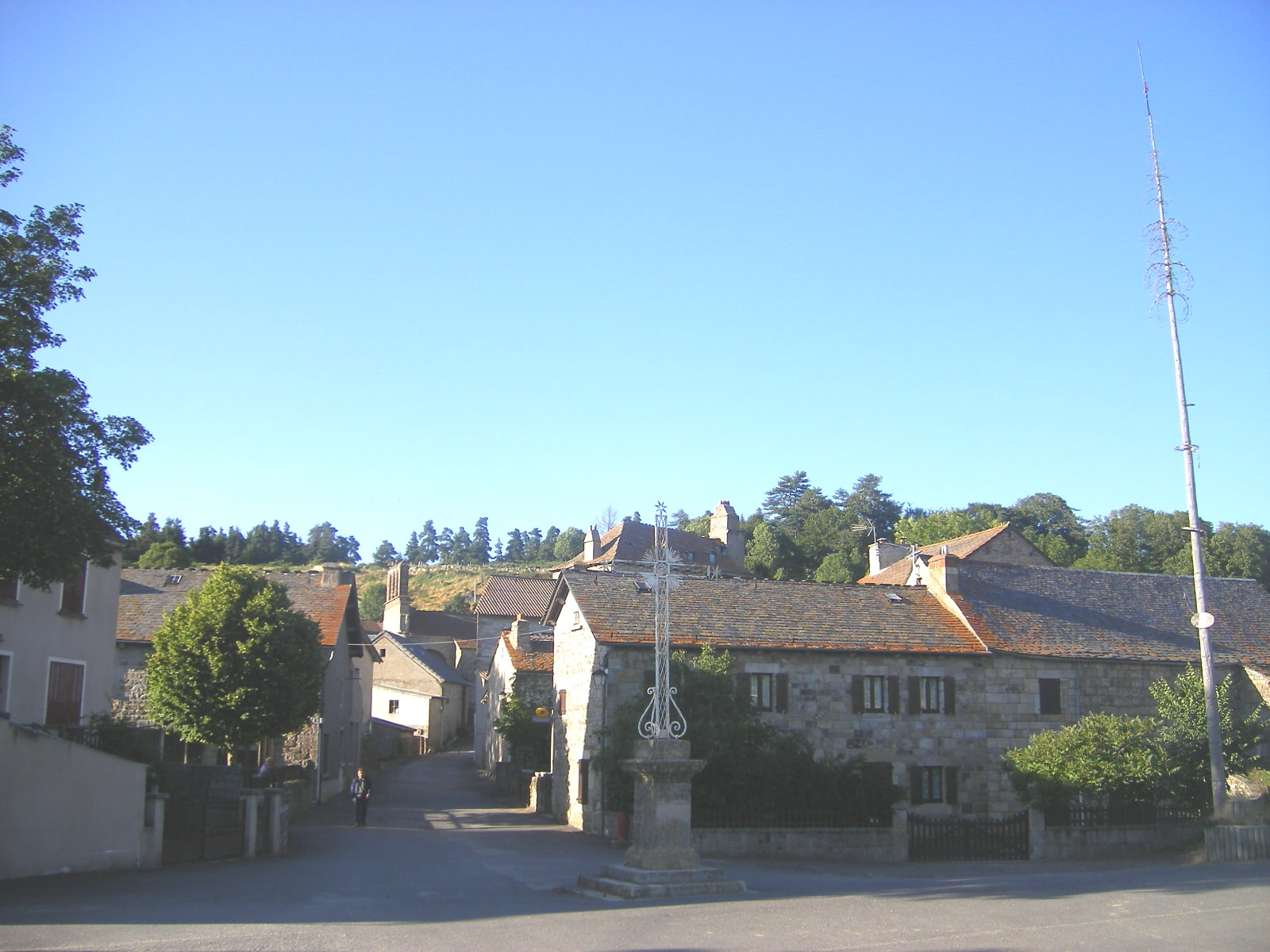
Pelouse látképe
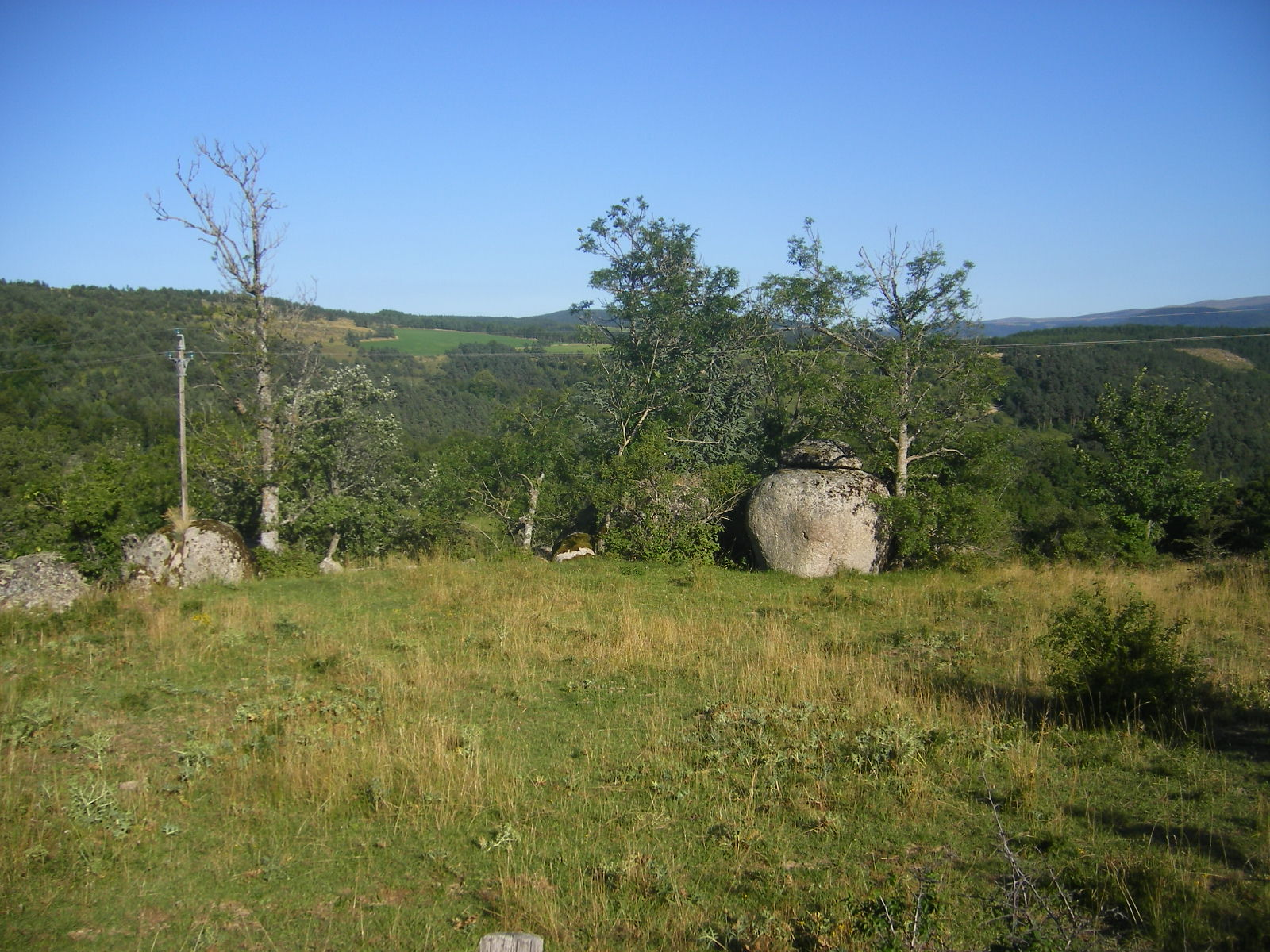
A Margeride gránitja
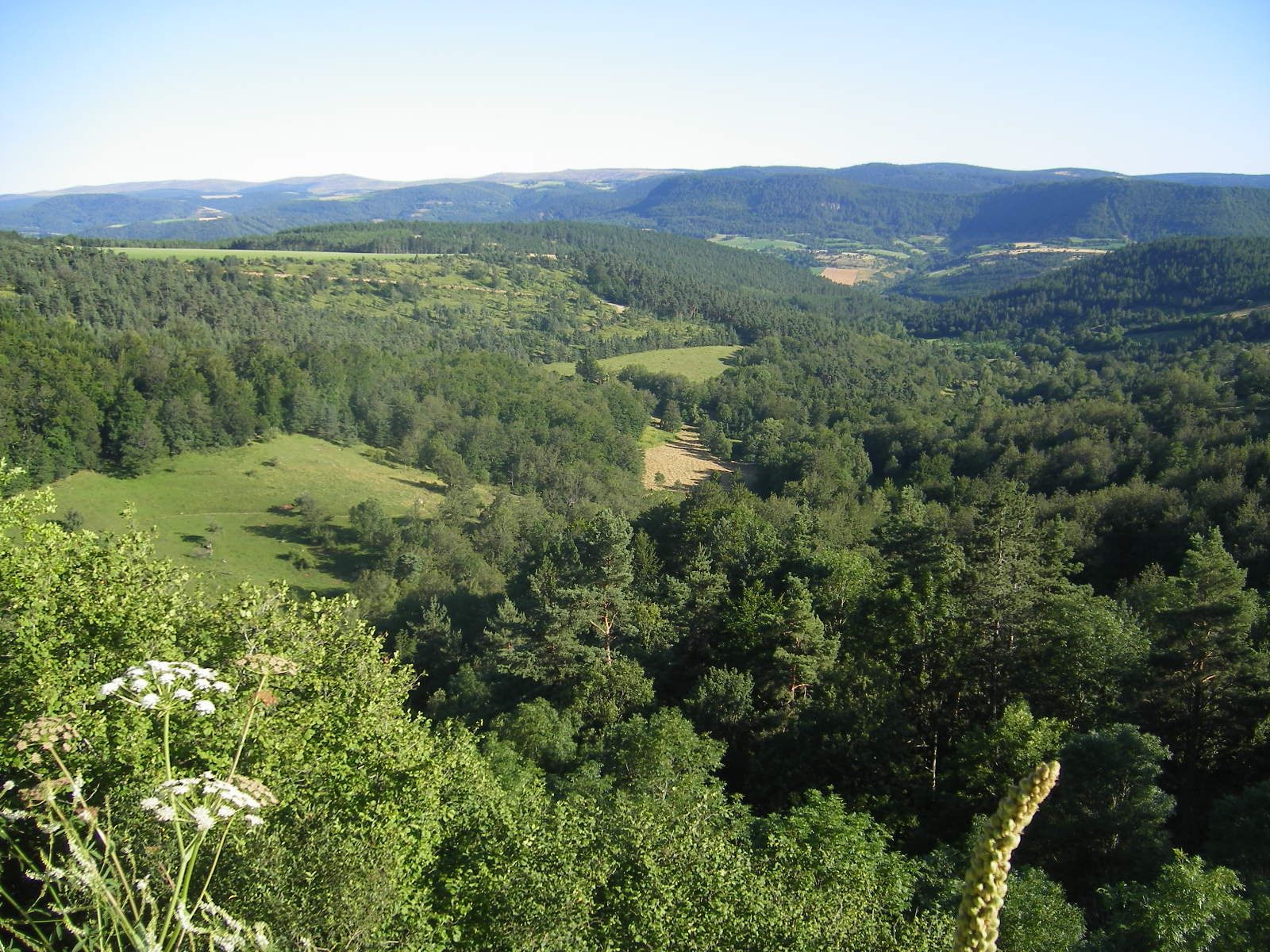
Esclancide-völgy
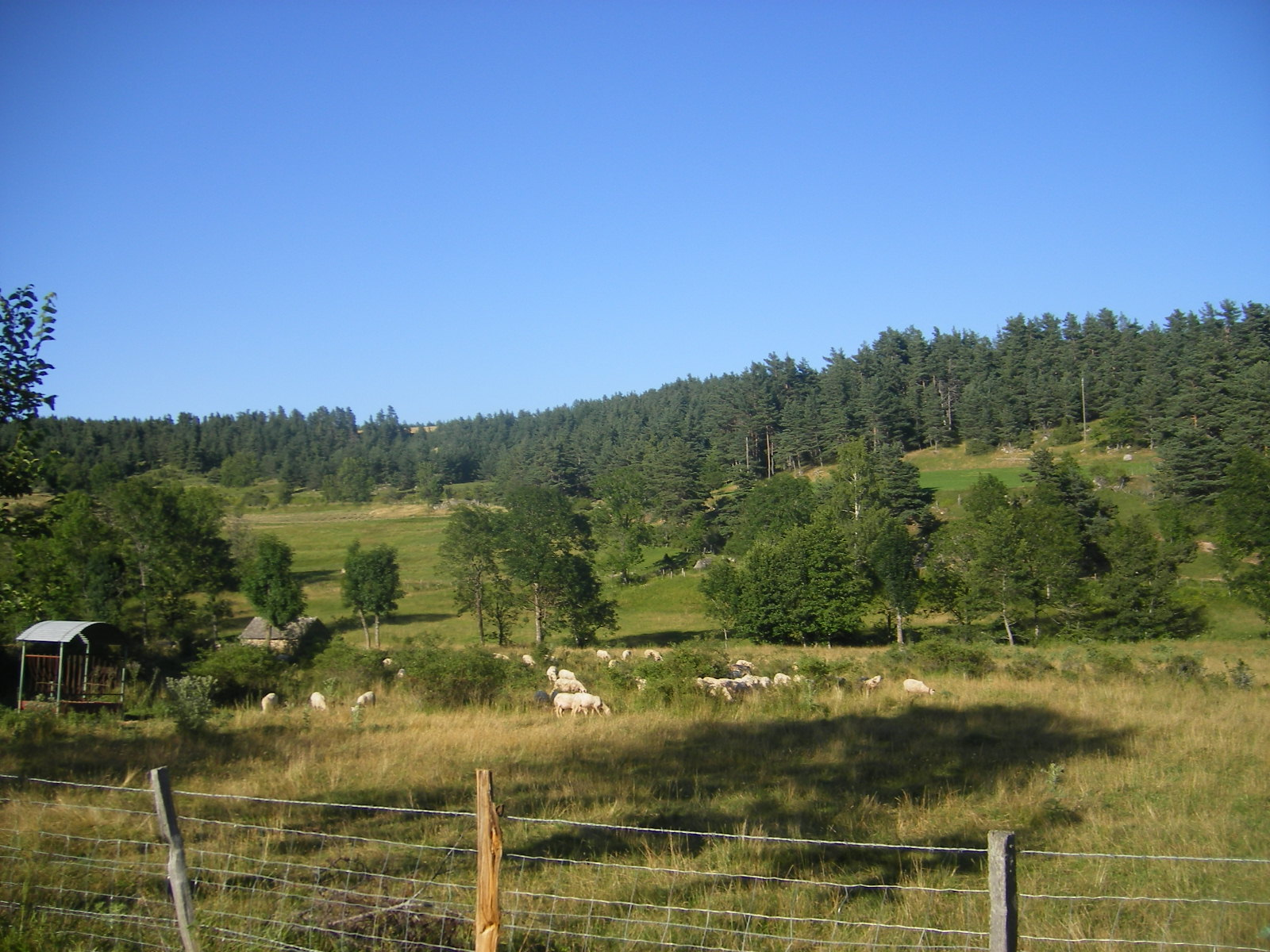
Táj Pelouse-tól délre

## Kapcsolódó szócikk
- Lozère megye községei